# Cold Springs (Nevada)
Cold Springs is een plaats (census-designated place) in de Amerikaanse staat Nevada, en valt bestuurlijk gezien onder Washoe County.

## Demografie
Bij de volkstelling in 2000 werd het aantal inwoners vastgesteld op 3834.

## Geografie
Volgens het United States Census Bureau beslaat de plaats een oppervlakte van 48,5 km², waarvan 44,3 km² land en 4,2 km² water.

## Plaatsen in de nabije omgeving
De onderstaande figuur toont nabijgelegen plaatsen in een straal van 24 km rond Cold Springs.